# Wet voorzieningen gehandicapten
De Wet voorzieningen gehandicapten (Wvg) was een Nederlandse wet die van 1994 tot en met 2006 vastlegde welke voorzieningen door gemeenten voor gehandicapte ingezetenen moesten worden geregeld. De wet richtte zich op drie groepen voorzieningen: 
- Vervoersvoorzieningen (taxivervoer, speciale fietsen, scootmobielen, auto-aanpassingen)
- Rolvoorzieningen (rolstoelen)
- Woonvoorzieningen (woningaanpassingen zoals douchekrukjes, trapliften en zelfs verbouwingen en aanbouwen)

De wet werd uitgevoerd door gemeenten, en elke gemeente had een zekere mate van vrijheid om meer of minder royaal met de voorzieningen te zijn, zolang men zich maar hield aan de minimumvoorwaarden die in de wet beschreven waren. Dit beleid werd vastgelegd in een zogeheten gemeentelijke verordening. De aanvrager kreeg na indienen van een aanvraag een beschikking met het besluit van de gemeente.
De Wvg is op 1 januari 2007 vervangen door de Wet maatschappelijke ondersteuning (Wmo). Naast de bestaande voorzieningen die onder de Wvg vielen, is onder andere de huishoudelijke verzorging hieronder komen te vallen, die tot dat moment onder de Algemene Wet Bijzondere Ziektekosten (AWBZ) viel.

## Nota bene
Deze wet moet niet worden verward met de Wet voorkeursrecht gemeenten, die dezelfde afkorting heeft.